# Quintana y Congosto
Quintana y Congosto – gmina w Hiszpanii, w prowincji León, w Kastylii i León, o powierzchni 88,52 km². W 2011 roku gmina liczyła 484 mieszkańców.